# Nicole Richardson
Nicole Richardson, född den 26 juni 1970 i Melbourne, är en australisk softbollspelare.
Hon tog OS-brons i samband med de olympiska softboll-turneringarna 1996 i Atlanta.